# Ordre d'allumage
L'ordre d'allumage d'un moteur à allumage commandé à plusieurs chambres de combustion correspond à la séquence dans laquelle des impulsions électriques sont envoyées aux bougies d'allumage afin de provoquer la combustion du mélange air-carburant.

## Principe
L'ordre d'allumage correspond à l'ordre dans lequel les bougies d'allumage produisent l'étincelle permettant la combustion du mélange air-carburant au sein des chambres de combustion. Il est généralement défini par le concepteur du moteur et permet de limiter le déséquilibre vibratoire de celui-ci et d'obtenir de meilleures performances, une moindre usure mécanique, un meilleur confort d'utilisation et parfois une sonorité particulière.

## Mise en œuvre
Dans les anciens moteurs à essence, l'allumage était mis en œuvre par le biais du Delco ; les fils de bougies, connectés aux bons endroits sur le distributeur (ou tête) du Delco, permettaient d'obtenir le bon ordre d'allumage. Les moteurs plus récents font appel à l'allumage électronique commandé par l'unité de contrôle du moteur.
Dans une configuration courante de moteur avec quatre cylindres en ligne, les étincelles que provoque l'allumeur sont envoyées successivement au premier cylindre, puis au troisième, ensuite au quatrième et enfin au deuxième, à nouveau au premier et ainsi de suite tant que le moteur est en fonctionnement. L'ordre d'allumage est déterminé par la conception du moteur, le nombre de cylindres mais aussi par leur disposition (en ligne, en V, en W ou à plat).
L'ordre d'allumage est généralement attribué ainsi :
- Pour un quatre cylindres en ligne : 1-3-4-2 ;
- Pour le 5 cylindres en ligne Audi : 1-2-4-5-3 qui lui donne une sonorité si particulière.
- Pour un six cylindres en ligne : 1-5-3-6-2-4 ;
- Pour un six cylindres en V (V6) : 1-4-3-6-2-5 ; sur les V6 Dino 1-4-2-5-3-6
- Pour le six cylindres à plat des Porsche : 1-6-2-4-3-5
- Pour un huit cylindres en V (V8) : 1-8-4-3-6-5-7-2.
- Pour un moteur 8 cylindres en ligne  1-6-2-5-8-3-7-4

Il existe d'autres ordres d'allumage comme sur le moteur de l'Aveo Chevrolet 1.4.2.3 ou 1.4.3.2., ou encore les 1ère et 2ème générations de Ford Fiesta qui ont utilisé l'ordre 1.2.4.3.